# Contre-la-montre par équipes de l'Open de Suède Vårgårda 2012
La 5e édition du contre-la-montre par équipes de l'Open de Suède Vårgårda a eu lieu le 17 août 2012. Elle fait partie de la Coupe du monde de cyclisme sur route féminine.

## Parcours
Le circuit est relativement plat et droit dans sa première partie. Il fait demi-tour à Herrljunga. Il emprunte ensuite le circuit de la course en ligne pour revenir à Vårgårda.

## Classements

### Classement final
| Rang | Équipes                     | Cyclistes | Temps        |
| ---- | --------------------------- | --- | ------------ |
| 1    | Specialized-Lululemon       | Trixi Worrack (GER) Amber Neben (USA) Evelyn Stevens (USA) Ina Teutenberg (GER) Ellen van Dijk (NED) (+ 41 s) Charlotte Becker (GER) (+ 4 min 58 s)           | 52 min 58 s  |
| 2    | Orica-AIS                   | Judith Arndt (GER) Shara Gillow (AUS) Claudia Häusler (GER) Linda Villumsen (NZL) Loes Gunnewijk (NED) (+ 2 s) Alexis Rhodes (AUS) (+ 10 min 09 s)            | + 29 s       |
| 3    | Rabobank Women              | Tatiana Antoshina (RUS) Thalita de Jong (NED) Iris Slappendel (NED) Marianne Vos (NED) Liesbet de Vocht (BEL) (+ 5 min 48 s) Roxane Knetemann (NED) (Abandon) | + 1 min 50 s |
| 4    | AA Drink-leontien.nl        | Emma Pooley (GBR) Sharon Laws (GBR) Shelley Olds (USA) Kirsten Wild (NED) Lucinda Brand (NED) (+ 2 s) Jessie Daams (NED) (+ 10 min 53 s)                      | + 2 min 45 s |
| 5    | RusVelo                     | Irina Molicheva (RUS) Hanka Kupfernagel (GER) Romy Kasper (GER) Alina Bondarenko (RUS) Natalia Boyarskaya (RUS) (+ 1 min 12 s)                                | + 3 min 21 s |
| 6    | Dolmans-Boels               | Laura van der Kamp (NED) Anouska Koster (NED) Mascha Pijnenborg (NED) Emma Trott (GBR) Nina Kessler (NED) Janneke Ensing (NED) (+ 4 s)                        | + 5 min 11 s |
| 7    | Skil-Argos                  | Kelly Markus (NED) Amy Pieters (NED) Monique van de Ree (NED) Esra Tromp (NED) Janneke Kanis (NED) (Abandon)                                                  | + 6 min 3 s  |
| 8    | Ibis Cycles                 | Natalie van Gogh (NED) Eileen Roe (GBR) Julie Leth (DEN) Esther Olthuis (NED) Aafke Eshuis (NED) (+ 1 min 53 s) Martina Thomasson (SWE) (+ 2 min 5 s)         | + 6 min 5 s  |
| 9    | Hitec Products–Mistral Home | Emilie Moberg (NOR) Lise Nöstvold (NOR) Thea Thorsen (NOR) Marie Voreland (NOR) Cecilie s Johansen (NOR) (Abandon) Tone Hatteland Lima (SWE) (Abandon)        | + 6 min 12 s |
| 10   | Danemark                    | Mette Fugl Rusmussen (DEN) Catrine Grage (DEN) Fie Degn Larsen (DEN) Nina Schultz Nielsen (DEN) Britt Lauenborg (DEN) (Abandon)                               | + 6 min 30 s |